# Manewry
Manewry – wszelkie czynności statku wodnego mające na celu dostosowanie jednostki pływającej do aktualnego stanu pogodowego, sytuacji awaryjnej lub zadań wyznaczonych przez kapitana. Oznacza to zmianę prędkości lub kursu lub ilości niesionego ożaglowania. Można zatem podzielić manewry na podgrupy:
- Manewry portowe – zespół czynności, które jednostka pływająca wykonuje w obrębie basenu portowego np. ferholung, overholung, cumowanie, odejście od nabrzeża
- Manewry związane z mijaniem i wyprzedzaniem jednostek – wyprzedzanie, mijanie
- Manewry związane ze zmianą kursu – zwrot przez sztag, zwrot przez rufę, ostrzenie, odpadanie
- Manewry związane ze zmianą ilości niesionego ożaglowania – stawianie żagli, refowanie żagli, zrzucanie żagli
- Manewry awaryjne – podejmowane dla zażegnania sytuacji niebezpiecznej. Często decyzję o rozpoczęciu podejmują sami marynarze a przejęcie dowodzenia przez oficera czy kapitana następuje w trakcie ich trwania. Możemy wyróżnić takie jak: człowiek za burtą (w tym manewr monachijski), pożar na pokładzie, uszkodzenie takielunku, uszkodzenie poszycia, awaria urządzenia sterowego i skegu, zejście z mielizny, opuszczenie jednostki
- Inne – stawanie w dryf, stawanie na kotwicy, sztrandowanie